# 1810 na literatura

## Nascimentos
| Data           | Nome                | Profissão                     | Nacionalidade | Observações | Ref   |
| -------------- | ------------------- | ----------------------------- | ------------- | ----------- | ----- |
| 8 de fevereiro | Eliphas Lévi        | escritor e mágico             | França        | m. 1875     |       |
| 10 de março    | Samuel Ferguson     | poeta                         | Irlanda       | m. 1886     |       |
| 28 de março    | Alexandre Herculano | romancista e historiador      | Portugal      | m. 1877     | [ 1 ] |
| 11 de dezembro | Alfred de Musset    | dramaturgo, poeta e novelista | França        | m. 1857     |       |

## Mortes
| Data | Nome | Profissão | Nacionalidade | Observações | Ref |
| ---- | ---- | --------- | ------------- | ----------- | --- |